# Klemens Maria Hofbauer
Klemens Maria Hofbauer, Klement Maria Dvořák (ur. 26 grudnia 1751 w Tasovicach, zm. 15 marca 1820 w Wiedniu) – austriacki i polski duchowny katolicki, redemptorysta, święty Kościoła katolickiego oraz kawaler Orderu Orła Białego.

## Życiorys

### Młodość
Był dziewiątym z dwanaściorga dzieci Marii i Pawła Hofbauerów. Na chrzcie otrzymał imię Jan. Ojciec był rzeźnikiem, zmarł jednak, gdy Jan miał siedem lat. Młody chłopiec bardzo chciał zostać księdzem, już jako nastolatek zaczął uczyć się łaciny ze starym księdzem – lekcje te skończyły się jednak wraz ze śmiercią nauczyciela, gdy Jan miał 14 lat – następca księdza nie miał czasu by go uczyć. Jan zaczął uczyć się zawodu piekarza w 1767, a w 1770 rozpoczął pracę w przyklasztornej piekarni u premonstratensów w Klosterbrück. Na skutek wyniszczających, długotrwałych pruskich wojen śląskich (1740-63) Fryderyka Wielkiego, wielu głodnych, chorych (epidemia tyfusu), biednych ludzi przybywało do klasztoru po pomoc i ratunek. Hofbauer musiał ciężko pracować, by wystarczyło dla wszystkich chleba.
W 1771, wyruszył w podróż do Włoch, dotarł do Tivoli, gdzie zdecydował zostać mnichem w sanktuarium Matki Bożej z Quintiliolo, poprosił o habit miejscowego biskupa. Przybrał imiona Klemens Maria: od biskupa Ankary i Matki Jezusa. Wydaje się, że od tego momentu, całe swoje życie zawierzył swym patronom. Jako mnich modlił się za siebie i za wszystkich ludzi, którzy zapomnieli o modlitwie, pracował w sanktuarium i pomagał przybywającym pielgrzymom. Nie było to jednak zajęcie jakiego pragnął. Rozumiał potrzebę modlitwy za ludzi i uważał to za dobre dzieło, lecz bardziej pragnął kapłaństwa, dlatego nim upłynęło sześć miesięcy opuścił Quintiliolo.

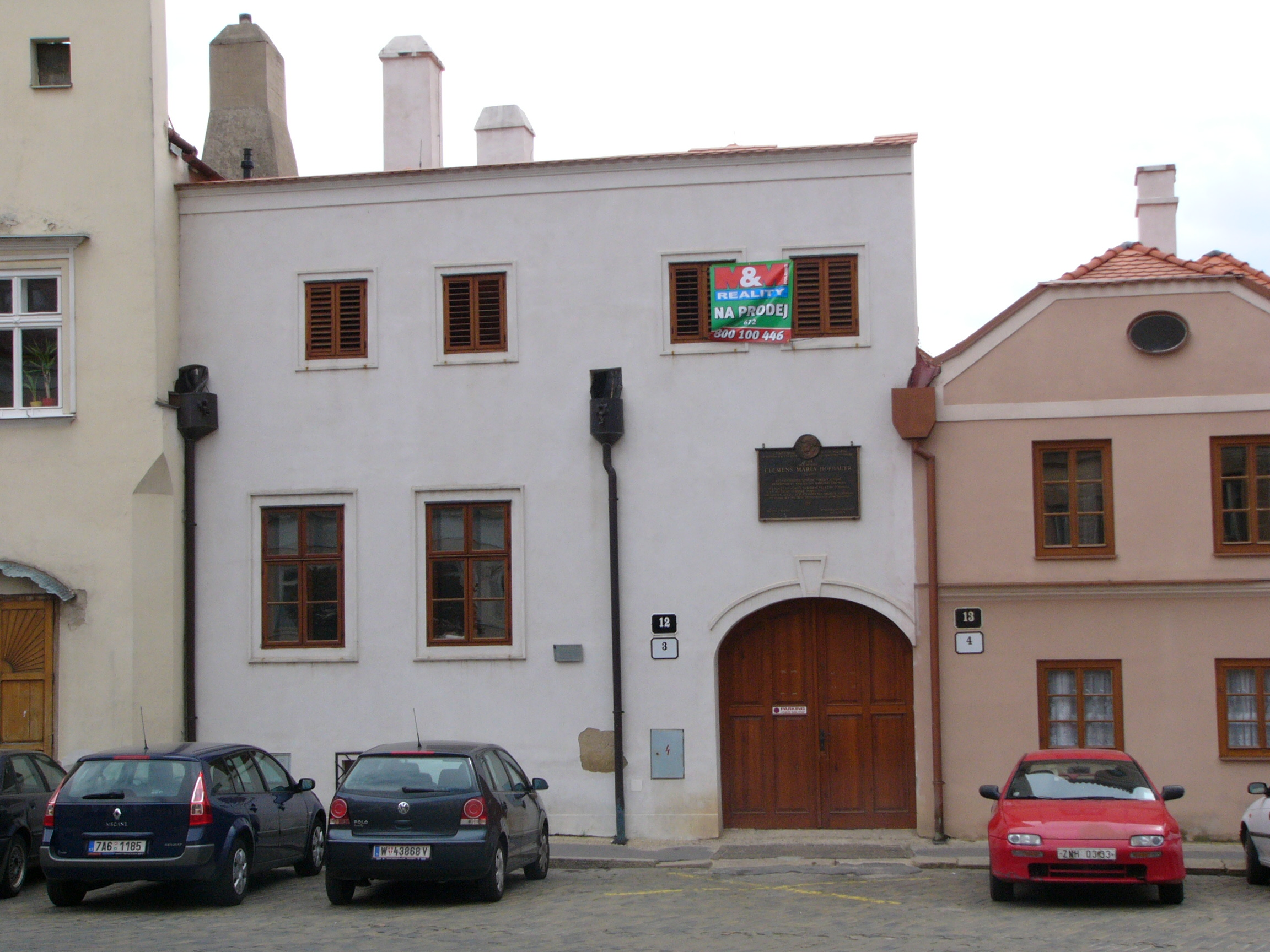
Znojmo, na Václavském náměstí
Dom mistrza piekarskiego Matthiasa Dobscha, u którego w 1767 święty Klemens uczył się zawodu piekarza

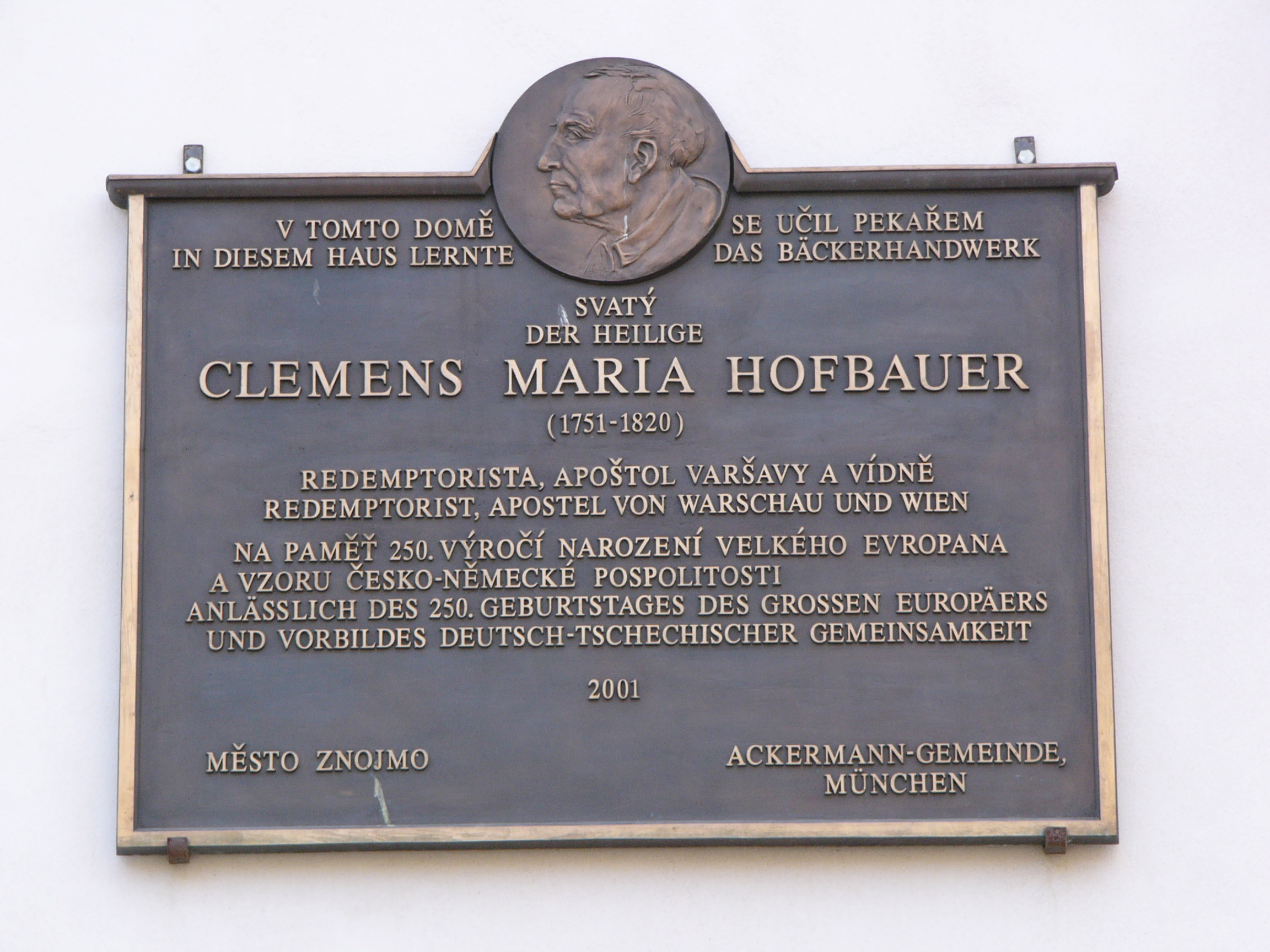
Znojmo, na Václavské náměstí
Tablica pamiątkowa nad wejściem domu, w którym w 1767 święty Klemens uczył się zawodu piekarza

Powrócił do Klosterbrück, piekł tam chleb i rozpoczął naukę łaciny. W 1776 zaliczył filozofię, lecz nie mógł kontynuować nauki, gdyż cesarz nie zezwolił na przyjęcie nowych nowicjuszy u premonstratensów.
Wrócił do domu i przez dwa lata żył jako pustelnik w Muehlfraun, zmuszając się do zachowania surowych postów, pokuty i długich godzin spędzanych na modlitwie. Za namową matki opuścił pustelnię, by znów piec chleb, tym razem dostał pracę w słynnej piekarni w Wiedniu. Tam spotkał dwie kobiety, które pozostały jego największymi dobrodziejkami.
W wieku dwudziestu dziewięciu lat wstąpił na Uniwersytet Wiedeński, gdyż rząd zamknął wszystkie seminaria i kandydaci na kapłanów musieli uczyć się w państwowych uczelniach.
Podczas pielgrzymki do Rzymu w 1784, Klemens i jego towarzysz podróży, Tadeusz Huebl, postanowili wstąpić do zgromadzenia zakonnego. Dwaj seminarzyści zostali przyjęci do nowicjatu przy rzymskim kościele św. Juliana (obecnie nie istnieje). 19 marca w uroczystość świętego Józefa, w 1785, obaj zostali redemptorystami, publicznie ślubując ubóstwo, czystość i posłuszeństwo. Dziesięć dni później, 29 marca 1785, na południe od Rzymu, w prowincji Frosinone przyjęli święcenia kapłańskie w katedrze w Alatri. Kilka miesięcy później dwaj obcojęzyczni redemptoryści zostali wezwani przez generała zakonu ojca de Paola i wysłani do ojczyzny, by tam, w północnej Europie zakładać nowe placówki Zgromadzenia Najświętszego Odkupiciela.

### Warszawa
Kasata józefińska nie pozwoliła Klemensowi pozostać w swoim kraju. Cesarz, który zamknął ponad 1000 klasztorów nie miał zamiaru pozwolić na przyjmowanie innych zgromadzeń. W towarzystwie drugiego Redemptorysty Klemens wyjechał do Polski. W lutym 1787 dotarł do Warszawy, liczącej wówczas 96 tys. mieszkańców. W tym czasie w mieście było 160 kościołów i 20 klasztorów. Ponieważ w epoce oświecenia zmniejszyła się liczba uczęszczających do kościoła, zadanie założenia nowego kościoła, które Klemens sobie postawił nie było proste.
W czasie podróży do Polski do ojców przyłączył się Peter Kunzmann, piekarz, który towarzyszył wcześniej Janowi w czasie pielgrzymki. Został później świeckim bratem redemptorystą – pierwszym spoza Włoch. Gdy dotarli do Warszawy nie mieli pieniędzy; ostatnie trzy srebrne monety Klemens oddał żebrakowi, którego spotkali po drodze. Spotkali się z delegatem apostolskim, arcybiskupem Saluzzo, oddał im on pod opiekę kościół św. Benona, by pracowali z ludnością niemieckojęzyczną, gdy tylko nauczyli się języka polskiego objęli apostolatem ludzi mieszkających w okolicach kościoła.
Gdy po raz pierwszy redemptoryści otworzyli kościół, mówili do pustych ławek. Kilka lat zajęło zdobycie zaufania warszawiaków.
W 1791, cztery lata po przybyciu, redemptoryści powiększyli sierociniec i utworzyli szkołę. Otwarto również szkołę z internatem dla młodych dziewcząt pod kierownictwem szlachetnie urodzonych warszawianek (jedyną wówczas w Warszawie). Liczba chłopców sierot stale rosła. Pieniądze na utrzymanie wszystkiego przychodziły regularnie od stałych darczyńców i innych ludzi chcących pomóc w różny sposób. Obietnicę pomocy uzyskał m.in. u Stanisława Augusta Poniatowskiego oraz Komisji Edukacji Narodowej. Mimo to Klemens musiał czasem żebrać po bogatych domach, by utrzymać dwa kościoły (oprócz św. Benona opiekował się kościołem jezuickim przy katedrze, który był opuszczony po kasacie zakonu), sierociniec-internat, szkołę rodzin rzemieślniczych, szkołę elementarną, w której było od 100 do 400 dzieci (większość z nich nie płaciła za naukę i utrzymanie).
Gdy nie udawało się w inny sposób pozyskać środków na cele dobroczynne, Klemens często wyruszał na miasto w żebry.
Pracą duszpasterską św. Klemens również otaczał służące, których wiele było w Warszawie, oraz prostytutki pragnące zmiany życia. Był założycielem kilku bractw, drukarni oraz wydawnictwa wydającego książki religijne i szkolne.
W kościele, Klemens, wspólnota pięciu księży redemptorystów oraz trzech świeckich braci rozpoczęła tzw. Stałe misje. Zamiast jednej porannej mszy św. w ciągu tygodnia mieli pełnowymiarowe misje każdego dnia przez cały rok. Wstępując do kościoła św. Benona, każdego dnia można było usłyszeć pięć kazań po polsku i niemiecku, uczestniczyć w trzech sumach, godzinki do Najświętszej Maryi Panny, adoracji Najświętszego Sakramentu, drodze krzyżowej, nieszporach, usłyszeć inne modlitwy i litanie. Księża spowiadali w konfesjonałach przez cały dzień oraz w nocy.
W 1800 można było zauważyć owoce pracy w kościele i we wspólnocie redemptorystów. Przyjmowanie sakramentów wzrosło z 2 tys. (w 1787) do ponad 100 tys. Wspólnota liczyła 21 ojców redemptorystów i siedmiu świeckich braci. Było również pięciu nowicjuszy oraz czterech polskich seminarzystów. Widząc takie owoce zakon mianował świętego wikariuszem generalnym na tereny północne (od Alp).
W czasie dwudziestu jeden lat działalności Klemensa w Polsce było wiele niepokojów politycznych. Polska była po I rozbiorze, król Stanisław August Poniatowski był marionetką w rękach carycy Katarzyny. Przeżył w Polsce Sejm Czteroletni i uchwalenie Konstytucji 3 Maja, Targowicę. Wkrótce miały nastąpić II i III rozbiór Polski. Zbliżanie się armii Napoleona również nie było obojętne dla sytuacji politycznej w Polsce. W latach (1807-15) utworzono Księstwo Warszawskie.
Praca redemptorystów odbywała się w trudnych warunkach. Rozbiory Polski pociągnęły za sobą przelew krwi, chociaż Tadeusz Kościuszko odnosił sukcesy w walce, nie mógł powstrzymywać okupantów w nieskończoność. Krwawe walki dotarły do Warszawy, ulice miasta pokryły się licznymi trupami. Podczas Wielkiego Tygodnia 1794 wymordowano jeńców rosyjskich. Wszyscy mieszkańcy oraz ojcowie zdawali sobie sprawę z ciągłego zagrożenia życia. Jesienią 1794 nowe posiłki armii rosyjskiej generała Aleksandra Suworowa uderzyły na Warszawę dokonując bombardowania i bezprecedensowego krwawego odwetu na ludności cywilnej. Trzy bomby przebiły się przez dach kościoła, ale nie wybuchły. W czasie walk, Klemens z towarzyszami głosił pokój, to tylko wzmogło protesty przeciw redemptorystom, określanym już mianem zdrajców. 29 grudnia 1794 Klemens pisał do swojego generalnego przełożonego: Ciężkie nieszczęścia napełniły nas trwogą (...) Po zdobyciu przedmieścia Praga (4 listopada) zostało wymordowanych ponad 16 000 ludzi – mężczyzn, kobiet i dzieci. Musieliśmy patrzeć na te okrutne sceny, gdyż działo się to naprzeciw naszego domu. Jedynie Wisła przepływa pomiędzy tym przedmieściem a naszym domem, który stoi tuż nad brzegiem rzeki.
Klemens Hofbauer zorganizował opiekę nad dziećmi ofiar Rzezi Pragi.
W 1807 ogłoszono prawo zabraniające pasterzom innych parafii zapraszania redemptorystów do głoszenia u nich misji. Następnie zaostrzono restrykcje, zabraniając redemptorystom głoszenia i spowiadania w kościele św. Benona. Klemens odwołał się od tych zarządzeń bezpośrednio do króla Saksonii Fryderyka Augusta I, który był księciem warszawskim. Chociaż król wiedział ile dobra czynią ojcowie, był jednak bezsilny wobec przeciwników zgromadzenia, którzy chcieli wyrzucić ich z kraju. Napoleon podpisał 9 czerwca 1808 wyrok skazujący benonitów, jak ich wówczas zwano, na wywiezienie do twierdzy w Kostrzynie nad Odrą. Jedenaście dni później (20 czerwca 1808), w poniedziałek, o 4.30 nad ranem, czterdziestu redemptorystów aresztowano, a kościół św. Benona zamknięto. Akcją deportacyjną dowodził kpt. Józef Szymanowski. W więzieniu spędzili cztery tygodnie, po czym ich zwolniono i nakazano im powrócić do własnych krajów, jednak bez prawa powrotu do Księstwa Warszawskiego.

### Wiedeń
We wrześniu 1808 dotarł do Wiednia, gdzie pozostał do swej śmierci (prawie trzynaście lat później). W 1809, gdy wojska napoleońskie zaatakowały Wiedeń, Klemens pracował jako kapelan w szpitalu troszcząc się o wielu rannych żołnierzy. Arcybiskup widząc gorliwość Klemensa, poprosił aby zaopiekował się małym włoskim kościołem w Wiedniu. Pozostał tam przez cztery lata do momentu aż został wyznaczony kapelanem sióstr Urszulanek w lipcu 1813. Dbał tam o dobra duchowe sióstr oraz ludzi, którzy przychodzili do ich kaplicy. Zasłynął jako wspaniały kaznodzieja i dobry, niestrudzony spowiednik.
W pierwszych latach XIX wieku Wiedeń był dużym centrum kulturalnym Europy. Św. Klemens lubił spędzać czas ze studentami i intelektualistami. Studenci przychodzili pojedynczo i w grupach do jego mieszkania, aby porozmawiać, zjeść, zasięgnąć rady. Bardzo wielu z nich potem zostało redemptorystami, wielu bogatych i uzdolnionych artystycznie sprowadził na łono kościoła. Byli pomiędzy nimi: Fryderyk i Dorota von Schlegel; Fryderyk von Klinkowstroem, artysta; Joseph von Pilat, osobisty sekretarz Metternicha; Fryderyk Zachary Werner, który później przyjął święcenia kapłańskie i został wielkim kaznodzieją; i Fryderyk von Held, który został redemptorystą i rozprzestrzenił zgromadzenie aż do Irlandii. Wielu z tych młodych ludzi przyczyniło się do odnowy duchowej Austrii.
W Wiedniu Hofbauer też był atakowany. Na krótki czas zabroniono mu głosić kazań. Następnie zagrożono mu wydaleniem, ponieważ komunikował się z generałem redemptorystów w Rzymie. Nakaz opuszczenia kraju musiał być podpisany przez cesarza austriackiego Franciszka. Ten był wówczas na pielgrzymce w Rzymie, złożył wizytę papieżowi Piusowi VII i dowiedział się, jak bardzo jest ceniona praca Hofbauera. Dowiedział się również, że by wynagrodzić przyszłemu świętemu lata poświęceń, może zezwolić na powstanie placówki redemptorystów w Austrii. Zamiast nakazu opuszczenia kraju, Klemens został przyjęty przez cesarza Franciszka. Wybrano i odnowiono kościół mający być pierwszą fundacją redemptorystów w Austrii. Rozwijała się jednak bez Klemensa, gdyż na początku marca 1820 zachorował, a 15 marca tegoż roku zmarł.

## Po śmierci
- Klemensa Marię Hofbauera beatyfikował papież Leon XIII 29 stycznia 1888 roku.
- Papież Pius X w 1904 roku wpisał go uroczyście do katalogu świętych.
- Ponieważ spędził w Polsce 21 lat Episkopat Polski włączył go do katalogu świętych polskich;
- W 1914, papież Pius X nadał mu tytuł Apostoła i Patrona Wiednia.
- Ze względu na wielkie zasługi dla Warszawy jest uznawany za współpatrona stolicy.
- Pod jego wezwaniem jest ok. 25 kościołów[potrzebny przypis], w tym w Warszawie przy ul. Karolkowej oraz we Wrocławiu przy al. Pracy[5]
- W 1930 w Warszawie, w pobliżu kościoła sakramentek na Nowym Mieście, odsłonięto jego pomnik[6].
- W Kostrzynie nad Odrą (kościół NMP Matki Kościoła), 18 lipca 2006 odsłonięto tablicę z popiersiem św. Klemensa M. Hofbauera, upamiętniającą uwięzienie w twierdzy
- W Gdańsku (kościół św. Piotra i Pawła i Sanktuarium Matki Bożej Łaskawej), 13 sierpnia 2006, abp Tadeusz Gocłowski poświęcił w nawie północnej, ufundowany przez Cech Piekarzy i Cukierników ołtarz boczny św. Klemensa M. Hofbauera[7].